# Kulturhuset w Sztokholmie

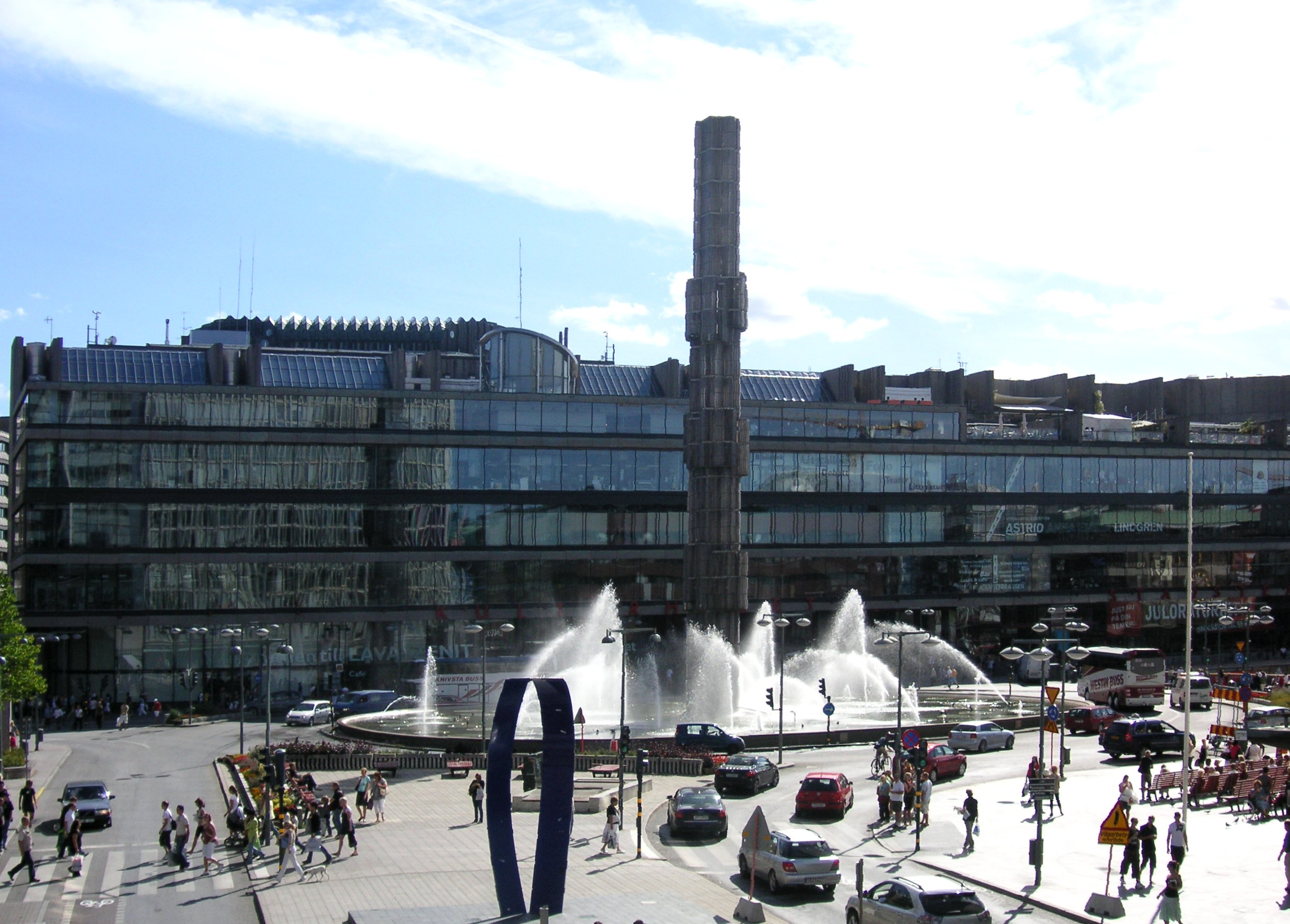
Kulturhuset

Kulturhuset (pol. Dom kultury) – ośrodek kultury w Sztokholmie otwarty w 1974 roku. Znajduje się przy placu Sergela.
Konstrukcja budynku jest dziełem architekta Petera Celsinga i jest pomnikiem szwedzkiego modernizmu. Budynek nagrodzony na konkursie architektury skandynawskiej, ma szklaną fasadę ciągnącą się wzdłuż całej południowej strony placu.
Wewnątrz znajdują się trzy galerie, które organizują wystawy dla różnych odbiorców. W sali widowiskowej ("Klien") odbywają się imprezy muzyczne, taneczne i teatralne oraz wykłady. Sale dziecięce ("Lava") są miejscem spotkań młodych ludzi i ośrodkiem kultury młodzieżowej. W Kulturhuset mieści się jedyna w Szwecji komiksoteka, są również czytelnie prasy zagranicznej i nowo wydanej literatury szwedzkiej. 
W gmachu ma swoją siedzibę Teatr Miejski (Stadsteatern), którego główną salę oddano do użytku w 1990 roku. Znajduje się tu ogólnie sześć scen różnej wielkości. Z tej części domu kultury korzystał parlament szwedzki podczas remontu Riksdagshuset.